# Парадела де Абреу, Валдемар
Валдема́р Параде́ла де Абре́у (порт. Waldemar Paradela de Abreu; 23 января 1932, Лиссабон — 17 декабря 2003, Лиссабон) — португальский журналист, писатель и антикоммунистический политик. Корреспондент и редактор ряда газет, сотрудник и руководитель издательств. Один из лидеров антикоммунистических сил Португалии после Революции гвоздик, основатель правопопулистского движения Мария да Фонте. Сыграл видную роль в политическом противостоянии Жаркого лета 1975 года.

## Журналистская фронда
С 1955 года Парадела де Абреу работал в португальских СМИ. Был корреспондентом газеты República, занимавшей позицию либерального фрондирования в отношении салазаровского режима. Освещал Суэцкую войну 1956—1957. В 1956 году издал художественно-публицистическую книгу O Princípio do Fim («Начало конца»), на следующий год — сборник Reportagens no Egipto («Египетские репортажи»).

По профессии Парадела ди Абреу был журналистом. По жизни — неуёмным авантюристом, военкором на Ближнем Востоке. Такие любят свободу. К тому же, военная журналистика способствовала обретению оперативных навыков.

В 1959 году Парадела де Абреу организовал союз редакторов. Руководил издательством Arcádia, в котором была издана книга социалистического оппозиционера Мариу Суареша — будущий премьер-министр и президент Португалии — Portugal Amordaçado («Португалия с кляпом во рту»). Парадела де Абреу редактировал книгу генерала Спинолы Portugal e o Futuro («Португалия и будущее») — принесшую автору общенациональную популярность и мировую известность.

## Революционный антикоммунист
Первоначально Парадела де Абреу поддержал Революцию гвоздик. В первые дни после 25 апреля 1974 года он участвовал в формировании ультралевого движения. Но резкий прокоммунистический крен, быстрое усиление Португальской компартии (ПКП), особенно после отставки генерала Спинолы с поста президента, заставили его изменить позицию. На основе антикоммунизма Парадела де Абреу быстро эволюционировал вправо.
Примыкал к Социалистической партии Мариу Суареша, затем к Народно-демократической партии Франсишку Са Карнейру. Однако в этих партиях он не удержался из-за авантюрности характера и тяги к прямому действию. Участвовал в создании Независимой социал-демократической партии, но этот проект не получил развития. Более тесно Парадела де Абреу сотрудничал с Христианско-демократической партией Жозе Саншеша Озориу.
Парадела де Абреу принял участие в выступлении правых сил 11 марта 1975 года. Неудача заставила его бежать в Испанию. Однако уже в июле Парадела де Абреу тайно вернулся в Португалию. Он нелегально перешёл границу контрабандистской тропой вместе с двумя друзьями — Жуаном Брага (известный певец фаду) и Антониу Эштаррейя. Добравшись до Браги, Парадела де Абреу встретился с лидером антикоммунистических сил Севера Португалии настоятелем кафедрального собора каноником Эдуарду Мелу Пейшоту.

## Лидер правых масс
Проект Параделы заключался в создании из консервативно настроенных крестьян португальского Севера массового антикоммунистического движения Мария да Фонте. Соответствующее решение было принято на совещании у каноника Мелу. Характерно название: истовая католичка Мария да Фонте — реальное, хотя полулегендарное историческое лицо, лидер крестьянского восстания 1846 года. «Революция Марии да Фонте» была направлена против централизаторской политики правительства, в защиту традиционных католических обычаев. Таким образом, ставка делалась на массовость, жёсткость (вплоть до физического насилия), консерватизм и популизм.

Журналист-военкор с повадками бандюгана-оперативника Вальдемар Парадела ди Абреу собрал массовое антикоммунистическое движение «Мария да Фонте», почти партизанскую армию.

Суть проекта состояла в социальном развёртывании правопопулистской тенденции, выводе подпольной и террористической деятельности на уровень массовой публичной политики. Организующая роль придавалась португальской католической церкви.

В каждой епархии много приходов и много церквей. Тысячи колоколов, сотни тысяч католиков. Это структура готова к войне. Каждый приход — база, каждая церковь — крепость, каждый колокол — радиопередатчик.

Валдемар Парадела де Абреу

Организационными центрами движения становились церковные приходы. Движение освещалось выступлениями архиепископа Браги Франсишку Мария да Силвы. Политическое руководство принял каноник Мелу, оперативную организацию — Парадела де Абреу.

— Кто были те люди, на севере?

— Тысячи людей из церкви.

— Каноник Мелу из Браги?

— Да, Каноник Мелу был краеугольным камнем движения.

— Кто сжигал штабы компартии на севере?

— Было кому на местах. Например, пират по имени Парадела де Абреу. Полезный пират.

Интервью с Алпоином Калваном

В период Жаркого лета движение «Мария да Фонте» организовало около 100 массовых акций, демонстраций и нападений на представительства, активистов и союзников ПКП. Валдемар Парадела де Абреу лично участвовал в событиях, организовывал крестьянские выступления, подолгу жил в деревнях на нелегальном положении. Многие населённые пункты северных районов фактически вышли из повиновения левым властям Лиссабона. Эти события изменили общенациональное соотношение сил.
В сентябре-октябре 1975 года Парадела де Абреу предлагал Гильерме Алпоину Калвану организовать приезд на Север генерала Спинолы и сформировать под его руководством «правительство свободной Португалии». Парадела был уверен, что «нет военной силы, способной победить северное восстание». Он был сильно недоволен нерешительностью Калвана и рассчитывал на поддержку каноника Мелу. Тайные переговоры велись под эгидой каноника в подсобных помещениях семинарии Браги (под постоянной угрозой раскрытия и ареста).
Действия «Марии да Фонте», наряду с откровенно террористическими МДЛП и ЭЛП, сыграли важную роль в переломе политической тенденции и победе правых сил в противостоянии 1975 года.

## Снова в журналистике
С 1976 года Парадела де Абреу вернулся к журналистике, сотрудничал с крупными издательствами. Политически стоял на правоцентристских позициях, поддерживал Демократический альянс.
В 1983 году опубликовал книгу Do 25 de Abril ao 25 de Novembro: memória do tempo perdido («От 25 апреля до 25 ноября: воспоминания о потерянном времени»). В 1997 году вышла его работа Timor: a verdade histórica («Тимор: историческая правда»). Активно поддерживал антикоммунистические движения в португалоязычной Африке — ангольскую УНИТА и мозамбикское РЕНАМО. В 1984 году опубликовал обширное интервью с генеральным секретарём РЕНАМО Эво Фернандешем.
Валдемар Парадела де Абреу скончался 17 декабря 2003 года. Похоронен в Бенфике. Соболезнования в связи с его кончиной выразил португальский Союз журналистов.

## Уверенность в приоритете
Парадела де Абреу свысока относился к МДЛП и ЭЛП, отмечал их малочисленность и наличие зарубежной базы.

Все активисты ЭЛП могли собраться в баре отлеля Melià в Мадриде… Спинола предпочитал переговариваться в Копакабане, Испании или Швейцарии… Алпоин во время народной борьбы на Севере заезжал в Португалию три или четыре раза, потому что гораздо спокойнее было находиться в мадридском офисе или в красивом доме в Сеговии…

Валдемар Парадела де Абреу

Этим он подчёркивал массовость и чисто внутренний португальский характер своего движения, выражал уверенность в решающей роли «Мария да Фонте» в исходе противостояния.